# Rębielice
Rębielice – osada w Polsce położona w województwie śląskim, w powiecie kłobuckim, w gminie Miedźno.